# Yvan Goll
Yvan Goll (també Iwan G. o Ivan G., de nom real Isaac Lang, 29 de març de 1891 a Saint-Dié-des-Vosges—27 de febrer de 1950 al costat de París) va ser un poeta francoalemany i marit de l'escriptora i periodista francesa Claire Goll.

## Biografia
Yvan Goll va néixer 1891 a Saint-Dié-des-Vosges, una ciutat dels Vosges que havia estat francesa fins a 1871, i que llavors formava part d'Alemanya. Va estudiar a la Universitat d'Estrasburg, on va començar estudiant dret i va acabar doctorant-se el 1912 en filosofia. Impulsat per les seves creences pacifistes va escapar del servei militar en emigrar a Suïssa al principi de la Primera Guerra Mundial, en 1914. Va viure a Zúric, Lausana i Ascona.
Després del final de la guerra es va traslladar a París. Allí es va casar amb la periodista Clara Aischmann, que estava separada de Studer. Tots dos es van exiliar el 1939, al principi de la Segona Guerra Mundial, a Nova York. El 1947 van tornar a París. Va morir el 1950, als 58 anys, a Neuilly-sur-Seine, un suburbi de París.

## Obres
- 1912 : Chansons populaires lorraines
- 1914 : Le Canal de Panama
- 1915 : Élégies internationales. Pamphlets contre cette guerre. Lausanne, Éditions des Cahiers expressionnistes
- 1917 : Le Requiem pour les morts de 1916
- 1920 : Les Immortels
- 1922 : Mathusalem ou l'Éternel Bourgeois
- 1922 : Les Cinq Continents, Anthologie mondiale de la poésie contemporaine, Paris, La Renaissance du livre
- 1923 : Le Nouvel Orphée, Éditions de la Sirène
- 1924 : Surréalisme, revue en un seul numéro, Paris, 1 octobre 1924.[1] Réimpression par Jean-Michel Place, Paris, 2004
- 1925 : Gold. Die fabelhafte Geschichte des Generals Johann August Suter (traduction en allemand de L'Or de Blaise Cendrars), Basel, Rhein-Verlag
- 1925 : Poèmes d'amour (avec Claire), Paris, Jean Budry et Cie
- 1926 : Poèmes de jalousie (avec Claire), Paris, Jean Budry et Cie
- 1927 : Poèmes de la vie et de la mort (avec Claire), Paris, Jean Budry et Cie
- 1927 : Die Eurokokke (Lucifer vieillissant), récit, Berlin
- 1927 : Le Microbe de l'or, roman, Paris, Émile-Paul frères
- 1928 : À bas l'Europe et sa version en allemand, Der Mitropäer
- 1929 : Agnus Dei, Paris, Émile-Paul frères
- 1929 : Sodome et Berlin, roman, Paris, Émile-Paul frères
- 1934 : Lucifer vieillissant, Paris, Corrêa
- 1935 : Chansons malaises, Paris, Éditions Poésie et Cie
- 1936 : La Chanson de Jean Sans Terre, poème
- 1938 : Deuxième livre de Jean Sans Terre, Paris, Poésie et Cie
- 1939 : Troisième livre de Jean sans Terre, Paris, Poésie et Cie
- 1946 : Fruit from Saturn, poèmes en anglais
- 1950 : Le Mythe de la Roche percée, poème accompagné de trois eaux-fortes de Yves Tanguy, Paris, éditions Hémisphères
- 1951 : Das Traumkraut, œuvre posthume
- 1951 : Dix mille aubes, illustré par Marc Chagall, Paris, Falaize
- 1971 : L'Herbe du songe,traduction de Das Traumkraut par Claire Goll et Claude Vigée, lithographies de Sonia Delaunay, Éditions Caractères